# Canton de Nantes-7
Le canton de Nantes-7 est une circonscription électorale française située dans le département de la Loire-Atlantique (région Pays de la Loire).

## Histoire
Le canton de Nantes-VII a été créé en 1908, par division du canton de Nantes-VI.
Il a été modifié par décret du 23 juillet 1973 redécoupant les sept cantons de Nantes en dix cantons.
Il a été à nouveau modifié par décret du 29 janvier 1985 créant le canton de Nantes-XI.
Par décret du 25 février 2014, le nombre de cantons du département est divisé par deux, avec mise en application aux élections départementales de mars 2015. Le quartier Nantes Nord qui constituait le canton de Nantes-7 est intégré de nouveau au canton de Nantes-6. Le nouveau canton de Nantes-7 désigne désormais la circonscription englobant le quartier Nantes Erdre et le nord du quartier Doulon - Bottière (ancien canton de Nantes-8 et partie nord de l'ancien canton de Nantes-9).

## Représentation

### Conseillers d'arrondissement (de 1908 à 1940)
| Période | Période | Identité                 | Étiquette   | Qualité |
| ------- | ------- | ------------------------ | ----------- | --- |
| 1908    | 1913    | Paul Macé                | Radical     | Docteur en médecine                                                                                         |
| 1913    | 1919    | Joseph Dejoie            | Républicain | Maire d'Indre                                                                                               |
| 1919    | 1922    | M. Bernier               | Radical     | |
| 1922    | 1925    | Eugène Le Roux           | SFIO        | Directeur des Entrepôts coopératifs de France, adjoint au maire de Nantes                                   |
| 1925    | 1940    | Pierre Ridel (1884-1974) | SFIO        | Ouvrier d'Etat, maire de Basse-Indre                                                                        |
| 1940    |         |                          |             | Les conseils d'arrondissement ont été suspendus par la loi du 12 octobre 1940 et n'ont jamais été réactivés |

### Conseillers généraux de 1908 à 2015
| Période         | Période          | Identité                   | Étiquette      | Qualité |
| --------------- | ---------------- | -------------------------- | -------------- | --- |
| 1908            | 1921 (décès)     | Jules Buffet               | Républicain    | Président du Tribunal de commerce de Nantes |
| 1921            | 1925             | Henri Eugène Gouillard     | RG             | Propriétaire à Nantes. |
| 1925            | 1940             | Eugène Le Roux             | SFIO           | Directeur des Entrepôts coopératifs de France, adjoint au maire de Nantes, député (1932-1942), conseiller d'arrondissement                             |
|                 |                  |                            |                | |
| 1945            | 1951             | Georges Batard (1922-2016) | PCF            | Conseiller municipal de Nantes |
| 1951            | 1966 (décès)     | Jean Le Gigan (1901-1966)  | DVD            | Directeur commercial des chantiers Dubigeon, ancien résistant                                                                                          |
| 4 décembre 1966 | 1970             | Michel Chauty              | DVD puis RPR   | Représentant de tissages Sénateur (1965-1992) Maire de Saint-Herblain (1959-1977), Maire de Nantes (1983-1989)                                         |
| 1970            | 1973             | Christian Chauvel          | PS             | Comptable Député (1967-1968), adjoint au maire de Nantes (1965-1977) Ancien conseiller général du canton de Nantes-6                                   |
| 1973            | 1979             | Jean-Yves Barbin           | RI puis UDF-PR | Chirurgien, membre du Conseil économique et social |
| 1979            | 1992             | Pierre Marchi              | PS             | Agent EDF Adjoint au maire de Nantes (1977-1983), Conseiller municipal de Nantes (1983-1995) .                                                         |
| 1992            | 2001 (démission) | Patrick Rimbert            | PS             | Professeur Député (1997-2002) 1er adjoint au maire de Nantes (2001-2012) Maire de Nantes (2012-2014) Membre du conseil municipal de Nantes (1989-2014) |
| 2001            | 2004             | Denis Liquet               | PS             | Professeur Adjoint au maire de Nantes (1989-2001) |
| 2004            | 2015             | Pascal Bolo                | PS             | Inspecteur des Impôts (détaché) Adjoint au maire de Nantes (depuis 2008) Elu en 2015 dans le Canton de Nantes-6                                        |

Les électeurs du canton participent aux scrutins de la première circonscription de la Loire-Atlantique.

### Conseillers départementaux après 2015
| Période élective | Période élective | Mandat | Mandat   | Identité              | Nuance | Nuance | Qualité |
| ---------------- | ---------------- | ------ | -------- | --------------------- | ------ | ------ | --- |
| 2015             | 2021             | 2015   | 2021     | Michel Ménard         |        | PS     | Professeur des écoles, puis salarié d'une fédération d'éducation populaire Député (5e circonscription de la Loire-Atlantique) (2007-2017) Conseiller municipal de Nantes (1995-2007) Ancien conseiller général du Canton de Nantes-8 (2001-2015) |
| 2015             | 2021             | 2015   | 2021     | Catherine Touchefeu   |        | DVG    | 14e adjointe au maire de Nantes (jusqu'en 2020) Vice-présidente à la culture et au patrimoine Ancienne conseillère générale du canton de Nantes-9 (2004-2015)                                                                                    |
| 2021             | 2028             | 2021   | en cours | Chloé Girardot-Moitié |        | EELV   | Ancienne directrice de média, membre du comité exécutif du WWF, 3e vice-présidente du conseil départemental, chargée des ressources, des milieux naturels, de la biodiversité et de l'action foncière                                            |
| 2021             | 2028             | 2021   | en cours | Michel Ménard         |        | PS     | Président du conseil départemental (depuis 2021) |

Catherine Touchefeu a quitté le PS et a adhéré à  GDS, mouvement de Gérard Filoche.

### Résultats détaillés

#### Élections de mars 2015
À l'issue du 1er tour des élections départementales de 2015, deux binômes sont en ballottage : Michel Ménard et Catherine Touchefeu (PS, 43,55 %) et Fabien Foy et Josette Noël (FN, 17,19 %). Le taux de participation est de 49,13 % (13 401 votants sur 27 275 inscrits) contre 50,7 % au niveau départemental et 50,17 % au niveau national.
Au second tour, Michel Ménard et Catherine Touchefeu sont élus avec 76,27 % des suffrages exprimés et un taux de participation de 48,26 % (9 033 voix pour 13 162 votants et 27 272 inscrits).

#### Élections de juin 2021
Le premier tour des élections départementales de 2021 est marqué par un très faible taux de participation (33,26 % au niveau national). Dans le canton de Nantes-7, ce taux de participation est de 30,4 % (9 058 votants sur 29 795 inscrits) contre 31,09 % au niveau départemental. À l'issue de ce premier tour, deux binômes sont en ballottage : Chloé Girardot Moitié et Michel Menard (Union à gauche avec des écologistes, 44,35 %) et Morgan Corbières et Carole Hanna (Union au centre et à gauche, 17,41 %).
Le second tour des élections est marqué une nouvelle fois par une abstention massive équivalente au premier tour. Les taux de participation sont de 34,36 % au niveau national, 32,4 % dans le département et 32,07 % dans le canton de Nantes-7. Chloé Girardot Moitié et Michel Menard (Union à gauche avec des écologistes) sont élus avec 65,28 % des suffrages exprimés (5 726 voix pour 9 556 votants et 29 800 inscrits),,. 

## Composition

### Composition de 1908 à 1973
Canton est créé en 1908 (), au moment de l'annexion de la commune de Chantenay.

### Composition de 1973 à 1985
À la suite du redécoupage de 1973, le canton de Nantes-VII comprend la portion du territoire de la ville de Nantes déterminée par les limites de la commune de Nantes avec celles d'Orvault, Treillières et de La Chapelle-sur-Erdre et l'axe des voies ci-après : cours de l'Erdre du pont de la Jonelière au pont de la Tortière, boulevard Eugène-Orieux (numéros pairs), boulevard Henry-Orrion (numéros pairs), boulevard des Frères-de-Goncourt (numéros pairs) et boulevard Robert-Schumann (numéros pairs).

### Composition de 1985 à 2015

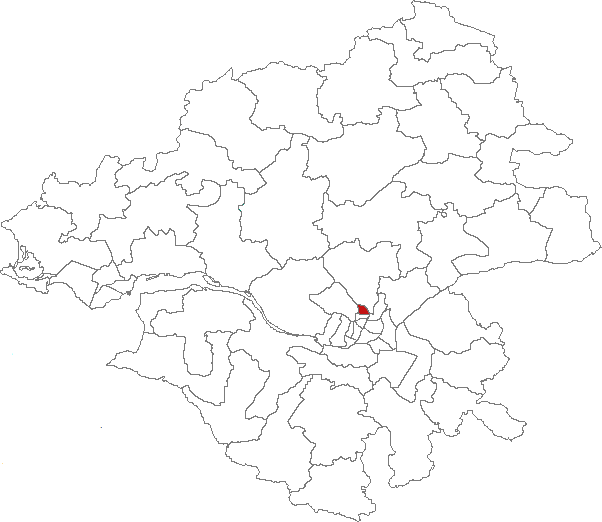
Situation du canton de Nantes-7 dans le département de la Loire-Atlantique de 1985 à 2015.

Lors du redécoupage de 1985, le canton est amputé de la portion de son territoire située au Sud d'une ligne définie par l'axe du ruisseau du Cens (de l'Erdre jusqu'à la limite territoriale de la commune d'Orvault) qui est intégrée au canton de Nantes-VI.
Au cours de cette période, le canton englobait l'actuel quartier Nantes Nord.

### Composition depuis 2015
| Nom                            | Code Insee | Intercommunalité | Superficie (km2) | Population (dernière pop. légale)                 | Densité (hab./km2) | Modifier                                    |
| ------------------------------ | ---------- | ---------------- | ---------------- | ------------------------------------------------- | ------------------ | ------------------------------------------- |
| Nantes (bureau centralisateur) | 44109      | Nantes Métropole | 65,19            | Fraction : 51 556 (2022) Commune : 325 070 (2022) | 4 987              | modifier les données · modifier les données |
| Canton de Nantes-7             | 4417       |                  |                  | 51 556 (2022)                                     |                    | modifier les données                        |

Le canton de Nantes-7, qui couvre désormais 18 km2, est composé de la partie de la commune de Nantes non incluse dans les cantons de Nantes-1, Nantes-2, Nantes-3, Nantes-4, Nantes-5 et Nantes-6. À savoir, un territoire situé à l'est d'une ligne définie par l'axe des voies et limites suivantes : cours de l'Erdre depuis la limite territoriale de la commune de La Chapelle-sur-Erdre jusqu'au chemin de halage, chemin de halage, rue du Port-Boyer, rue de la Cornouaille, rond-point des Combattants-d'Indochine, rue des Marsauderies, rue du Croissant, rue des Maraîchers, rue du Petit-Bel-Air, rue du Croissant, route de Sainte-Luce, rue Jean-Julien-Lemordant, rue Joseph-Doury, ligne droite dans le prolongement de l'avenue Praud, avenue Praud, boulevard Auguste-Peneau, rue de la Pâture, ligne de chemin de fer, jusqu'à la limite territoriale de la commune de Sainte-Luce-sur-Loire.

#### Bureaux de vote
Le scrutin des 22 et 29 mars 2015 s'est déroulé dans 28  bureaux de vote répartis dans 6 écoles primaires publiques de la ville :
- école élémentaire Marsauderies ;
- école maternelle Urbain-Leverrier ;
- école maternelle Maurice-Macé ;
- école primaire Julien-Gracq ;
- école élémentaire Beaujoire ;
- école maternelle Louis-Pergaud.

## Démographie

### Démographie avant 2015
| 1962 | 1968 | 1975 | 1982 | 1990   | 1999   | 2006   | 2011   | 2012   |
| ---- | ---- | ---- | ---- | ------ | ------ | ------ | ------ | ------ |
| -    | -    | -    | -    | 22 336 | 23 699 | 24 240 | 24 833 | 24 913 |

### Démographie depuis 2015
En 2022, le canton comptait 51 556 habitants, en évolution de +10,09 % par rapport à 2016 (Loire-Atlantique : +6,68 %, France hors Mayotte : +2,11 %).
| 2013   | 2018   | 2022   |
| ------ | ------ | ------ |
| 43 104 | 48 529 | 51 556 |